# Holi (Kino)

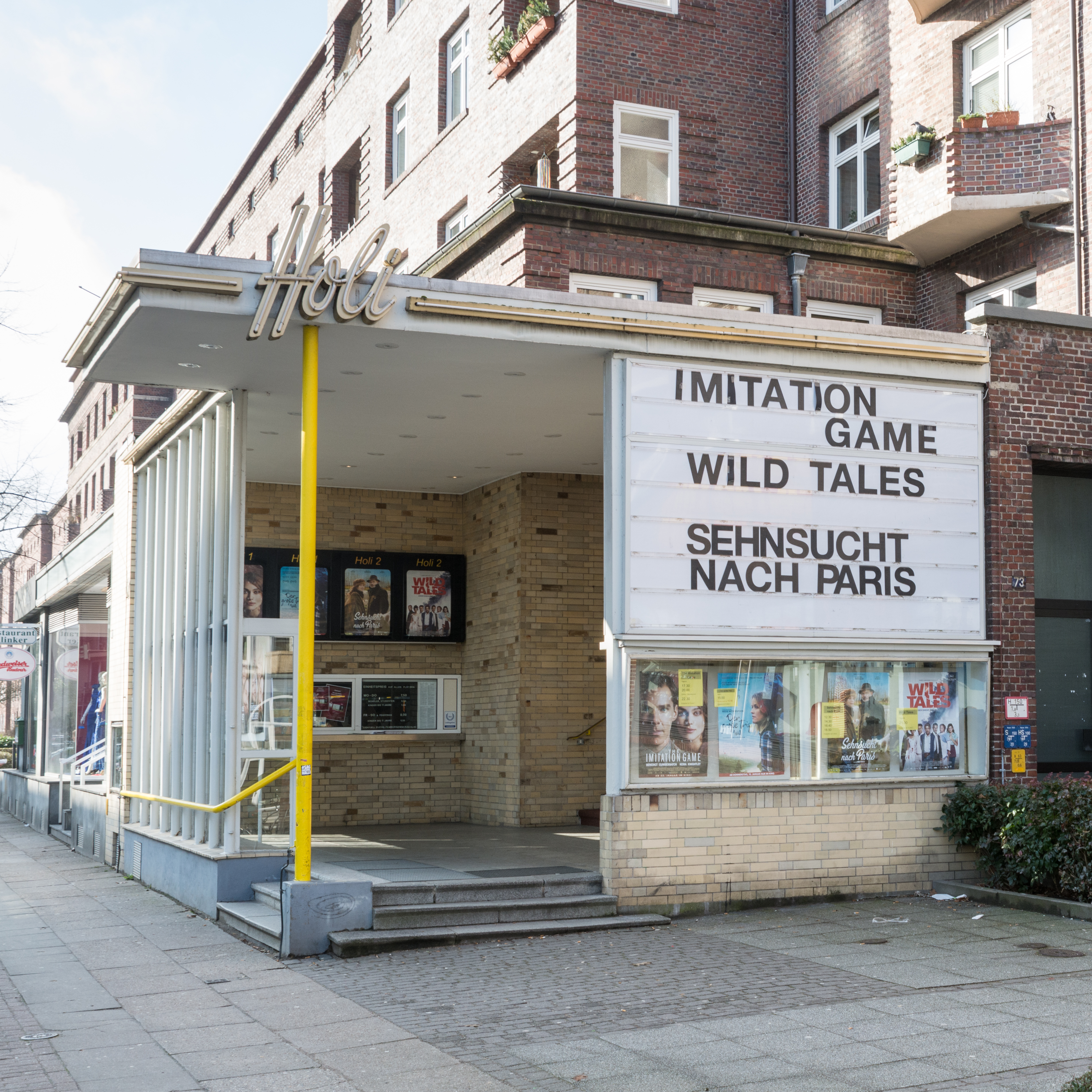
Das Holi

Das Holi (Abkürzung für: Hochhauslichtspiele) ist ein traditionsreiches Kino in Hamburg an der Straße Schlankreye in Harvestehude nahe dem U-Bahnhof Hoheluftbrücke. Es gehört heute – als einziges traditionelles Kino – zum Cinemaxx-Konzern und soll innerhalb dessen ein anspruchsvolleres Programm bieten.

## Geschichte
Das Kino wurde 1951 eröffnet und fungierte auch als Premierenkino. Ein Teil des Interieurs wurde bis heute erhalten. Der mit Pailletten besetzte und vom Künstler Friedrich Schwiek mit Hamburger Stadtmotiven handbemalte Vorhang in Saal 1 wurde vor einigen Jahren aufwendig restauriert und steht unter Denkmalschutz.

## Technische Ausstattung
Die Leinwand in Saal 1 misst 11 × 5,5 Meter. Der Saal selbst bietet 410 Besuchern Platz. Die Leinwand in Saal 2 misst 7 × 3 Meter, gibt es 144 Sitzplätze. Beide Säle sind mit 2D, 4K Digitalprojektoren und Dolby Digital 7.1 und 5.1 Tonsystemen ausgestattet. Für Rollstuhlfahrer ist das Kino nicht barrierefrei.  Sehbehinderten und Hörbehinderten wird Möglichkeit geboten entsprechend ausgestattete Filme mit den Apps Greta & Starks zu verfolgen.